# Исключения в договорах Европейского союза

Государства-члены, которые имеют исключения
Государства-члены, которые не имеют исключений

В большинстве случаев право Европейского союза действует во всех 27 государствах — членах ЕС. Однако иногда государства-члены договариваются об определённых изъятиях из законодательства или договоров Европейского союза, которые означают, что страны не обязаны принимать участие в определённых сферах политики. В настоящее время 3 государства имеют такие исключения: Дания (2 исключения), Ирландия (2 исключения) и Польша (1 исключение). У Великобритании было 4 исключения перед выходом из Союза.
Понятие «исключение из договоров ЕС» отличается от процедуры расширенного сотрудничества, меры, введенной Амстердамским договором, согласно которой не менее девяти государствам-членам разрешено сотрудничать в рамках структуры Европейского союза без участия других государств-членов, после того как Европейская комиссия и квалифицированное большинство одобрили эту меру. «Исключение из договоров ЕС» также отличается от механизма сотрудничества и проверки и от прекращения действия постоянных правил и норм Acquis communautaire, которые не применяются к членам ЕС при соответствии определённым показателям.

## Текущие исключения
По состоянию на 2022 год 3 государства имеют официально установленные исключения в 4 сферах политики.

### Сводная таблица
| Страна | Число исключений | Сфера исключения                    | Сфера исключения                                       | Сфера исключения                                       | Сфера исключения                                       |
| Страна | Число исключений | Экономический и валютный союз (ЭВС) | Пространство свободы, безопасности и правосудия (ПСБП) | Пространство свободы, безопасности и правосудия (ПСБП) | Пространство свободы, безопасности и правосудия (ПСБП) |
| Страна | Число исключений | Еврозона                            | Хартия об основных правах                              | Шенгенское право                                       | Остальные разделы ПСБП                                 |
| --- | ---------------- | ----------------------------------- | ------------------------------------------------------ | ------------------------------------------------------ | ------------------------------------------------------ |
| Дания | 2                | Исключение                          | Нет исключения                                         | Межправительственный договор                           | Исключение                                             |
| Ирландия | 2                | Нет исключения                      | Нет исключения                                         | Исключение (индивидуально)                             | Исключение (индивидуально)                             |
| Польша | 1                | Нет реализации                      | Исключение                                             | Нет исключения                                         | Нет исключения                                         |
| - Нет исключения — полное участие в этой сфере права. - Межправительственный договор — участие на межправительственной основе, но не согласно праву ЕС. - Нет реализации — нет исключения в праве ЕС, но не участвует в сфере. - Исключение (индивидуально) — исключение с возможностью принять участие на индивидуальной основе. - Исключение — действующее исключение. |                  |                                     |                                                        |                                                        |                                                        |

### Шенгенское право — Ирландия

Участвующие страны — члены ЕС
Неучаствующие страны — члены ЕС, но обязанные присоединиться
Страны — члены ЕС, имеющие исключения
Участвующие страны вне ЕС
Де-факто участвующие страны вне ЕС
Страны вне ЕС с открытыми границами

Шенгенское соглашение отменило пограничный контроль между государствами-членами. Когда Амстердамский договор 1997 года включил его в договоры ЕС, Ирландия и Великобритания (в то время являвшаяся государством-членом) получили исключения к применению глав Шенгенского права, поскольку они были единственными членами ЕС, которые ещё не подписали соглашение. Ирландия присоединилась к Великобритании в запросе этих исключений, чтобы сохранить открытой свою границу с Северной Ирландией в рамках Единой миграционной зоны. Однако, в протоколе о шенгенском праве обозначено, что они могут запросить об участии в различный аспектах Шенгенского права на индивидуальной основе, если они того пожелают, при условии единогласного одобрения другими участвующими государствами.
Великобритания официально обратилась с просьбой об участии в определённых положениях Шенгенского права — Разделе III в отношении полицейской безопасности и судебного сотрудничества — в 1999 году, что было одобрено Советом Европейского союза 29 мая 2000 года. Участие Соединенного Королевства в некоторых из ранее утвержденных областей сотрудничества было одобрено в решении Совета 2004 года, которое вступило в силу 1 января 2005 года. Последующее решение Совета в 2015 году одобрило внедрение положения о защите данных и Шенгенской информационной системе в Великобританию. Изначально Ирландия подала заявку на участие в части положений Шенгенского права в 2002 году, заявка была одобрена Советом Европейского союза. Решением Совета в 2020 году было одобрено внедрение в Ирландии положения о защите данных и Шенгенской информационной системе.
До соглашения об возобновлении Единой миграционной зоны в 2011 году, когда британское правительство предполагало, что гражданам Ирландии потребуются паспорта для въезда в Великобританию, был ряд призывов о желательности присоединения Ирландии к Шенгенской зоне. Однако, отвечая на вопрос по этому поводу, Барти Ахерн, занимавший тогда должность премьер-министра Ирландии, заявил: «На вопрос о том, является ли это концом Единой миграционной зоны и должны ли мы присоединиться к Шенгену, ответ 'нет'». Исключение было подвергнуто критике в Великобритании за то, что он препятствовал возможностям страны в борьбе с транснациональной преступностью из-за невозможности доступа к Шенгенской информационной системе. После выхода Великобритании из Европейского союза Ирландия стала единственным государством-членом, отказавшимся от участия в Шенгене.

### Шенгенское право — Дания
Протокол о Шенгенском праве и Протокол о Дании к Амстердамскому договору предусматривают, что Дания, подписавшая протокол о присоединении к Шенгенскому соглашению, будет по-прежнему связана положениями и будет иметь возможность применять будущие изменения Шенгенского права, но будет делать это на межправительственной основе, а не в соответствии с законодательством ЕС, в отношении положений подпадающих под положения Сотрудничества в области правосудия и внутренних дел, для которого Дания получила исключение. Однако протокол предусматривает, что, если Дания решит не внедрять будущие изменения Шенгенского права, ЕС и его государства-члены «рассмотрят вопрос о принятии соответствующих мер». В ходе переговоров по Лиссабонскому договору Дания получила возможность преобразовать своё участие в Пространстве свободы, безопасности и правосудия (которое включала в себя прежний компонент правосудия и внутренних дел) в гибкую опцию по образцу ирландского и британского исключения. Протокол предусматривает, что если Дания воспользуется этой возможностью, то она будет связана Шенгенским правом в соответствии с законодательством ЕС, а не на межправительственной основе. На референдуме 3 декабря 2015 года 53,1 % населения отказались от реализации этого варианта.

### Экономический и валютный союз — Дания
Все государства-члены, кроме Дании, либо приняли евро, либо юридически обязаны сделать это. Маастрихтский договор 1992 года включал протоколы о Великобритании (в то время являвшейся государством-членом) и Дании, предоставлявшие им право исключения с правом решать, присоединятся ли они к евро и когда. Впоследствии Дания уведомила Совет Европейских сообществ о своем решении отказаться от евро, и это было включено как часть Эдинбургского соглашения 1992 года, решения Совета, принятого после первоначального отклонения Маастрихтского договора на датском референдуме 1992 года. Цель соглашения состояла в том, чтобы помочь в его утверждении на втором референдуме, что и было сделано. Решение Дании об отказе впоследствии было оформлено в измененном протоколе как часть Лиссабонского договора.
В 2000 году датский электорат проголосовал против введения евро на референдуме с перевесом 53,2 % против 46,8 % при явке 87,6 %.
В Великобритании лейбористское правительство Тони Блэра заявило, что Великобритания должна присоединиться к евро при условии одобрения на референдуме, если будут выполнены пять экономических тестов. Однако оценка этих тестов в июне 2003 года показала, что не все они были выполнены. Политика коалиционного правительства 2010-х годов, избранного в 2010 году, была против введения евро до всеобщих выборов 2015 года. В конечном итоге Великобритания вышла из Европейского союза в 2020 году, оставив Данию единственным государством, имеющего право исключения.
В то время как все остальные государства обязаны в конечном итоге принять евро в соответствии с условиями их договоров о присоединении, поскольку членство в ERM является необходимым условием для принятия евро, а присоединение к ERM является добровольным, государства могут в конечном счете контролировать сроки принятия евро, намеренно не удовлетворяя требованию ERM.

### Хартия Европейского союза об основных правах — Польша

Государства — стороны Хартии
Государства с исключением в применении Хартии

Хотя это и не полное исключение, как Польша, так и бывшее государство-член Великобритания подписали протокол, в котором разъяснялось, как Хартия Европейского союза об основных правах, являющаяся частью Лиссабонского договора, будет взаимодействовать с национальным законодательством в их странах, ограничивая степень, в которой европейские суды смогут выносить решения по вопросам, связанным с Хартией, если они будут переданы в суды Польши или Великобритании. Правящая на тот момент партия Польши «Право и справедливость» в основном отметила опасения, что это может вынудить Польшу предоставить гомосексуальным парам те же льготы, которыми пользуются гетеросексуальные пары, в то время как Великобритания была обеспокоена тем, что Хартия может быть использована для изменения британского трудового законодательства, особенно в том, что касается разрешения большего числа забастовок. Европейский комитет по надзору при Палате общин Великобритании, в который входят члены как Лейбористской партии, так и Консервативной партии, подвергли сомнению текст протокола, заявив, что разъяснения, возможно, были сформулированы недостаточно четко и ясно для достижения целей правительства. Великобритания в конечном итоге вышла из Европейского союза в 2020 году, оставив Польшу в качестве единственного государства, имеющего право исключения.
После победы «Гражданской платформы» на парламентских выборах 2007 года в Польше она объявила, что не откажется от Хартии, в результате чего Великобритания останется единственным государством, не принявшим её. Однако Дональд Туск, новый премьер-министр и лидер Гражданской платформы, позже уточнил это обещание, заявив, что он рассмотрит риски, прежде чем подписать Хартию, и 23 ноября 2007 года он объявил, что в конце концов не подпишет Хартию (несмотря на то, что и его партия, и их партнер по коалиции, Польская народная партия, выступали за подписание), заявив, что он хотел выполнить соглашения, заключенные предыдущим правительством, и что ему нужна поддержка Право и справедливости, чтобы получить большинство в две трети голосов, необходимое для ратификации Лиссабонского договора в парламенте Польши. Вскоре после подписания договора польский сейм принял резолюцию, в которой выразил желание иметь возможность выйти из протокола. Позже Туск уточнил, что он может присоединиться к Хартии после успешной ратификации Лиссабонского договора. Однако после вступления договора в силу пресс-секретарь польского президента заявил, что Хартия уже применяется в Польше и, следовательно, нет необходимости выходить из протокола. Он также заявил, что правительство не предпринимает активных попыток выйти из протокола. Министр иностранных дел Польши Радослав Сикорский из «Гражданской платформы» утверждал, что протокол лишь немного изменил применение хартии в Польше, и что формальный отказ от исключения потребует внесения поправки в договор, которая должна быть ратифицирована всеми странами-членами ЕС. В апреле 2012 года Лешек Миллер, лидер Союза демократических левых сил, заявил, что подпишет хартию, если придет к власти. По словам Эндрю Даффа, британского депутата Европейского парламента, «с тех пор был разработан польский конституционный механизм, посредством которого Польша может принять решение о внесении поправок в Протокол или выходе из него, и такая возможность по-прежнему рассматривается».

### Пространство свободы, безопасности и правосудия — Дания и Ирландия

Государства, полностью участвующие в Пространстве свободы, безопасности и правосудия
Государства с исключением, но с возможностью на индивидуальной основе участвовать в Пространстве свободы, безопасности и правосудия
Государство с исключением в сфере Пространства свободы, безопасности и правосудия

Дания и Ирландия имеют исключение от участия в пространстве свободы, безопасности и правосудия. Великобритания также имела исключение от участия до своего выхода из Европейского союза в 2020 году.
Ирландия имеет возможность гибкого исключения от законодательства, принятого в пространстве свободы, безопасности и правосудия, которое включает в себя все вопросы, ранее входившие в до-амстердамский Совет по вопросам юстиции и внутренних дел (JHA). Это позволяет ему в каждом конкретном случае принимать или отклонять законодательные акты и законодательные инициативы, что он обычно и делал, за исключением вопросов, связанных с Шенгеном. Исключение от политики JHA был первоначально получен Ирландией и Соединённым Королевством в протоколе к Амстердамскому договору 1997 года и сохранён ими обоими по Лиссабонскому договору.
В соответствии с Протоколом 36 Лиссабонского договора Великобритания имела возможность исключения из всех законов о полиции и уголовном правосудии, принятых до вступления договора в силу, в которые впоследствии не были внесены поправки. Решение об исключении от участия должно было быть принято не менее чем за шесть месяцев до принятия вышеупомянутых мер, подпадающих под юрисдикцию Европейского суда 1 декабря 2014 года. Великобритания проинформировала Европейский совет о своем решении использовать исключение от участия в июле 2013 года, и поэтому вышеупомянутое законодательство перестало применяться к Великобритании с 1 декабря 2014 года. Хотя протокол разрешал Великобритании либо использовать исключение от всего законодательства, либо ни от одного из них, впоследствии они вернулись к некоторым мерам.
Напротив, Дания имеет более жесткое исключение от доступа к пространству свободы, безопасности и правосудия. В то время как Эдинбургское соглашение 1992 года предусматривало, что «Дания будет в полной мере участвовать в сотрудничестве по вопросам правосудия и внутренних дел», Амстердамский договор 1997 года включал протокол, который освобождает её, в соответствии с законодательством ЕС, от участия в этих областях политики, которые вместо этого проводятся на межправительственной основе с Данией. Исключение составляют правила получения шенгенской визы. Когда принимается мера, основанная на Шенгенском праве, у Дании есть шесть месяцев, чтобы решить, следует ли её применять. Если Дания решит применить эту меру, это вступит в силу по международному соглашению между Данией и странами Шенгена. Неспособность Дании осуществить шенгенскую меру может привести к её исключению из Шенгенской зоны. Между ЕС и Данией был заключен ряд других параллельных межправительственных соглашений, распространяющих на него правила ЕС, принятые в пространстве свободы, безопасности и правосудия, в которых Дания не может участвовать напрямую из-за своего исключения. К ним относятся Брюссельская конвенция и Дублинская конвенция.
В ходе переговоров по Лиссабонскому договору Дания получила поправку к протоколу, чтобы предоставить ей возможность преобразовать своё исключение в гибкий вариант по образцу ирландского и британского исключений. На референдуме 3 декабря 2015 года 53,1 % населения отказались от реализации этого варианта.

## Правовые гарантии
Несколько раз страны — члены ЕС столкнулись с оппозицией общественности по отношению к ратификации договоров ЕС, что приводило к её отклонению на референдуме. Для решения поднятых вопросов ЕС предложил дать «правовые гарантии» государству, отклонившему ратификацию. Эти гарантии не претендуют на то, чтобы освободить государство от каких-либо положений договора, то есть не являются исключениями из договоров ЕС. Вместо этого они разъясняют или толкуют положения договоров, чтобы развеять опасения по поводу альтернативных интерпретаций этих положений.

### О гражданстве ЕС — Дания
В рамках Эдинбургского соглашения 1992 года Дания получила разъяснение о характере гражданства Европейского союза, которое было предложено в тогдашнем ещё не вступившем в силу Маастрихтском договоре. Соглашение было оформлено в виде Решения Совета. Часть соглашения, которая применялась только к Дании и касалась гражданства, заключалась в следующем:
Положения части второй Договора об учреждении Европейского сообщества, касающиеся гражданства Союза, предоставляют гражданам государств-членов дополнительные права и защиту, как указано в этой Части. Они никоим образом не заменяют национальное гражданство. Вопрос о том, имеет ли физическое лицо гражданство государства-члена, будет решаться исключительно со ссылкой на национальное законодательство соответствующего государства-члена.
Гарантия Дании в отношении гражданства никогда не включалась в договоры, но содержание этого заявления впоследствии было добавлено в Амстердамский договор и распространяется на все государства-члены. Статья 2 гласит:
Гражданство Союза дополняет, а не заменяет национальное гражданство.

### Ирландский протокол к Лиссабонскому договору
После отклонения ирландским электоратом Лиссабонского договора в 2008 году, ирландцам был предоставлен ряд гарантий (по вопросам безопасности и обороны, этических вопросов и налогообложения) в обмен на проведение второго референдума. Со второй попытки в 2009 году договор был одобрен. Вместо того чтобы повторять процедуру ратификации, гарантии были просто декларациями с обещанием включить их в следующий договор.
В конечном счете государства-члены решили не подписывать протокол вместе с договором о присоединении Хорватии, а скорее как единый документ. Проект протокола по этому поводу был предложен Европейским советом и принят Европейским парламентом в апреле 2012 года. Межправительственная конференция состоялась 16 мая, и протокол был подписан всеми государствами Европейского союза в период с этой даты по 13 июня 2012 года. Планировалось, что протокол вступит в силу с 1 июля 2013 года при условии, что к тому времени все государства-члены ратифицируют соглашение, но он вступил в силу только 1 декабря 2014 года.

## Бывшие исключения

### Исключения Великобритании
Кабинет Джона Мейджора обеспечил Великобритании исключение от протокола по социальной главе Маастрихтского договора до его подписания в 1992 году. Кабинет Блэра отменил это исключение сразу после прихода к власти по результатам всеобщих выборов 1997 года в рамках текста Амстердамского договора.

### Исключения Дании
Эдинбургское соглашение 1992 года включало гарантию Дании, что она не будет обязана вступать в Западноевропейский союз, который отвечал за оборону. Кроме того, в соглашении оговаривалось, что Дания не будет участвовать в обсуждениях и не будет связана решениями ЕС, имеющими последствия для обороны. Амстердамский договор 1997 года включал протокол, который официально закрепил это исключение от Общей политики безопасности и обороны (CSDP) ЕС. Как следствие, Дания была исключена из внешнеполитических дискуссий, имеющих оборонное значение, и не участвовала в зарубежных миссиях с оборонным компонентом.
Референдум об отмене исключения в сфере общей политики безопасности и обороны был проведён в Дании 1 июня 2022 года. Его проведение было запланировано 6 марта 2022 года после достижения договорённости об изменении политики безопасности страны на фоне вторжения России на Украину. На референдуме победил вариант «За», набравший примерно две трети голосов. Это был первый случай, когда Дания отменила одно из своих исключений в договоре Европейского союза.

## Нереализованные исключения

### Великобритания
После того, как правительство Соединенного Королевства объявило о проведении референдума о выходе из Европейского союза, была достигнута договоренность между Великобританией и ЕС о новых переговорах об условиях членства, если государство проголосует за то, чтобы остаться в ЕС. Помимо ряда поправок к Регламентам ЕС для всех государств-членов, Великобритании была бы дана правовая гарантия, которая бы чётко освободила её от заявленной в договоре цели создания «ещё более тесного союза» путём углубления интеграции. Эта гарантия была включена в Решение Европейского совета с обещанием, что она будет интегрирована в следующие версии договоров.
Однако после проведения референдума, на котором Великобритания проголосовала за выход из ЕС, согласно Решению эти предлагаемые исключения стали недействительными.

### Чехия
В 2009 году президент Чехии Вацлав Клаус отказался завершить ратификацию Лиссабонского договора, если Чешской Республике не будет предоставлено исключение из Хартии Европейского союза об основных правах, как это сделали Польша и Великобритания в соответствии с Протоколом 30. Он опасался, что Хартия позволит семьям немцев, изгнанных с территории современной Чешской Республики после Второй мировой войны, оспаривать высылку в судах ЕС. Однако эксперты по правовым вопросам предположили, что законы, в соответствии с которыми были высланы немцы, декреты Бенеша, не подпадали под юрисдикцию законодательства ЕС. В октябре 2009 года лидеры ЕС договорились внести поправки в протокол, чтобы включить Чешскую Республику во время следующего договора о присоединении.
В сентябре 2011 года чешское правительство официально обратилось в Совет с просьбой внести обещанные изменения в договор, чтобы распространить действие протокола на Чешскую Республику, и Европейским советом на этот счет был предложен проект поправки. Однако в октябре 2011 года Сенат Чехии принял резолюцию против их присоединения к протоколу. Когда в конце 2011 года был подписан Договор о присоединении Хорватии 2011 года, поправка к чешскому протоколу не была включена в него. В октябре 2012 года Комитет по конституционным вопросам Европейского парламента одобрил доклад, в котором рекомендовал не присоединять Чешскую Республику к Протоколу. 11 декабря 2012 года был опубликован третий проект отчета комитета Европейского парламента, а 22 мая 2013 года парламент проголосовал за призыв к Европейскому совету «не рассматривать предлагаемую поправку к Договорам». Однако парламент заранее дал свое согласие на то, что для пересмотра договора о добавлении Чешской Республики к Протоколу 30 не потребуется новая конвенция. В январе 2014 года новый министр по правам человека Чехии Иржи Динстбир-младший заявил, что он попытается отозвать просьбу своей страны об исключении. Это было подтверждено 20 февраля 2014 года новым премьер-министром Богуславом Соботкой, который отозвал просьбу об исключении во время встречи с председателем Европейской комиссии Жозе Мануэлем Баррозу вскоре после того, как его новоизбранное правительство завоевало доверие парламента. В мае 2014 года Совет Европейского союза официально отозвал свою рекомендацию о проведении Межправительственной конференции государств-членов для рассмотрения предлагаемых поправок к договорам.

### Комментарии
1. ↑  При этом участвует в ERM II.
2. ↑  Не участвует в ERM II. Обязана в будущем перейти на евро.
3. ↑  Частичное исключение в отношении применения Хартии.
4. ↑  Голосование не проводилось на Фарерских островах и Гренландии, которые не являются частью Европейского союза.